# Iseilema fragile
Iseilema fragile är en gräsart som beskrevs av Stanley Thatcher Blake. Iseilema fragile ingår i släktet Iseilema och familjen gräs. Inga underarter finns listade i Catalogue of Life.